# نوريستر

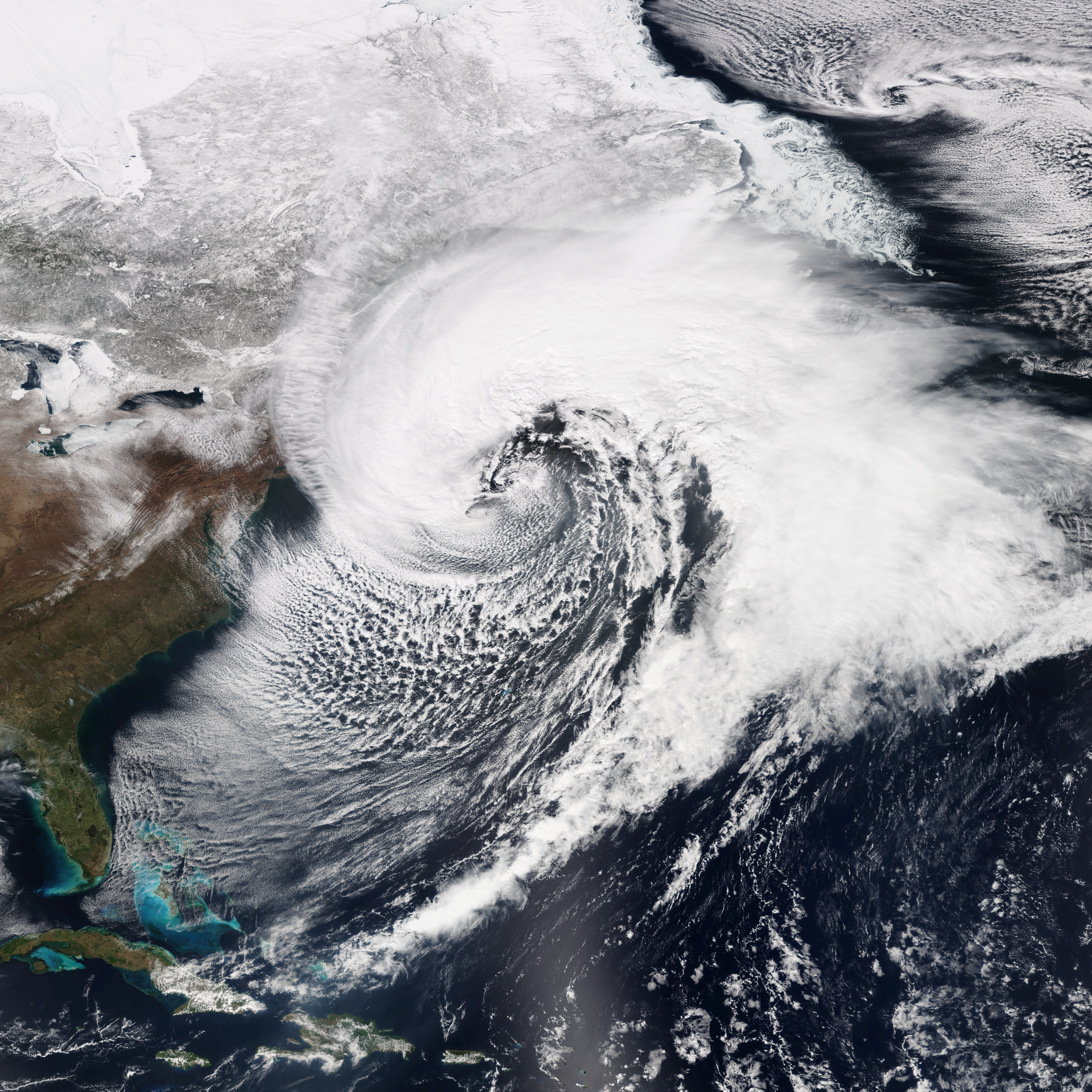
إعصار نوريستر قوي في مارس 2014

النوريستر (بالإنجليزية: nor'easter من northeaster ومعناه "منتسب إلى شمال الشرق") هو إعصار واسع النطاق تضرب شمال شرق أميركا الشمالية. الاسم يأتي من اتجاه الأرياح الأقوى في الإعصار، فحين تدور كتلة هوائية بحرية بعكس عقارب الساعة، فمن المعتاد أن الرياح تهب من الشمال الشرقي إلى الجنوب الغربي في المنطقة التي يغطيها ربع الإعصار الشمالي الغربي وهو الجزء ذو أشد الرياح. واستعمال مصطلح نوريستر في أميركا الشمالية مرتبط بعدد أنواع العواصف، والبعض منها تتكون في المحيط الأطلسي والبعض الآخر في أقصى الجنوب في خليج المكسيك. ويستعمل مصطلح نوريستر أكثر في مناطق نيو إنگلاند وولايات الإقليم الأطلسي المتوسط الساحلية.